# Giulio Einaudi
Giulio Einaudi (Turín, 2 de enero de 1912 – Magliano Sabina, 6 de marzo de 1999) fue un editor y un intelectual italiano.

## Trayectoria
Giulio Einaudi, nacido en Turín, estudió en la facultad de Medicina de esa ciudad, y fue alumno del padre de Natalia Ginzburg, gran anatomista. Su padre, Luigi, fue el segundo presidente de la República italiana (1948-1955). Su juventud se desarrolló en los medios antifascistas, y fue arrestado en 1935. Participó en la Resistencia contra Mussolini.
Se dice [¿quién?] que de pequeño ya se divertía desempaquetando los paquetes de libros que inundaban la enorme biblioteca de su padre. De joven era un lector voraz, y todo culminó en la editorial que lleva aún su apellido, Einaudi. Giulio Einaudi Editore fue fundada en 1933, cuando tenía 21 años, por obra sobre todo de Leone Ginzburg (1909-1944), pero asimismo con el apoyo de Cesare Pavese, Massimo Mila, y posteriormente de Felice Balbo, Italo Calvino y Norberto Bobbio.
La persecución del régimen hizo daño a la editorial, pues entre 1935 y 1943 hubo un control absoluto. Después de 1945, y con esfuerzos heroicos de distribución y difusión se convirtió en una de las casas editoriales europeas de mayor prestigio intelectual.
Giulio Einaudi fue de una extraordinaria vitalidad y de enorme curiosidad hasta el final de su vida, lo que trasladó al catálogo de su editorial. Eligió a los mejores colaboradores italianos; apoyó y se unió a proyectos extranjeros como el de Einaudi-Gallimard y, más tarde, el de Carlos Barral. Se dice de él [¿quién?] que dedicó la vida al cultivo de la amistad y la inteligencia.
Aunque cercano a una idea de cultura de izquierdas, todo lo mejor en literatura, arte, historia y pensamiento aparece reflejado en sus libros, sin distinción de ideologías. Estos libros estaban magníficamente editados y además eran asequibles económicamente. Hizo grandes descubrimientos de escritores italianos (Carlo Levi, Italo Calvino, Pier Paolo Pasolini, Leonardo Sciascia, Elsa Morante, Carlo Emilio Gadda y extranjeros: Thomas Mann, Man Ray, Lévi-Strauss, Jacques Lacan, Angelo Maria Ripellino, entre muchos otros. Las colecciones de poesía, de historia ('Biblioteca di cultura storica') y de ensayo ('Saggi') son muy importantes; la presencia de sus libros de portada blanca ha sido una imagen de muchos años, si bien al final, en 1984, los mercados impusieron su integración en el grupo Mondadori.
Escribió unas memorias, Frammenti di memoria, 1988, no solo dedicadas al mundo editorial sino también a sus gustos y recuerdos personales. Activo hasta el final, falleció a los 87 años en Roma.
Fue padre del compositor Ludovico Einaudi.

## Obra
- Frammenti di memoria, Valencia, Alfons el Maagnànim, 1990.
- Colloquio con Giulio Einaudi, Roma, Theoria, 1991, conversaciones con Severino Cesari.
- Tutti i nostri mercoledì, Bellinzona, Casagrande, 2001, conversaciones con Paolo Di Stefano.